# Парламентские выборы во Франции (1846)
Парламентские выборы во Франции 1846 года проходили 1 августа. Это были седьмые выборы после Июльской революции. Избирательным правом обладали только налогоплательщики. Выборы в парламент состоялись после роспуска уходящей палаты королём Луи-Филиппом I. Эти выборы позволили консолидировать парламентское большинство Жана де Дьё Сульта. Они стали последними периода Июльской монархии.

## Избирательная система
В соответствии с уставом 1830 года депутаты избирались по одномандатным округам большинством голосов в три тура. Страна была разделена на 459 избирательных округов, определённых перераспределением 1831 года. Избирательные права определялись имущественным избирательным цензом. Ценз требовал постоянного проживания на территории избирательного округа на протяжении не менее 3 лет, а также денежного взноса в размере 200 франков (100 франков для академиков и офицеров с пенсией не менее 1200 франков). В результате при общем населении в 35,4 млн человек к выборам в августе 1846 года во Франции насчитывалось около 241 тысячи избирателей, из которых в выборах приняли участие около 200 тысяч, или 88 %.

## Результаты
| Партия                                            | Голосов | Мест |
| ------------------------------------------------- | ------- | ---- |
| Партия сопротивления (Консерваторы; Франсуа Гизо) |         | 290  |
| Партия движения (Оппозиция; Адольф Тьер)          |         | 168  |
| Всего                                             | 246 000 | 458  |

Правительство Жана де Дьё Сульта работало до сентября 1847 года, после чего было заменено на правительство консерваторов Франсуа Гизо. Собрание было распущено в результате революции 1848 года.